# 와동 (안산시)
와동(瓦洞)은 안산시 단원구의 법정동이자 행정동이다.

## 역사
조선 시대에는 안산군 잉화면 와상리(瓦上里)와 와하리(瓦下里)였다가 1914년 4월 1일 시흥군 수암면 와리(瓦里)로 개편되었다. 와동은 기와를 굽던 와골에서 유래되었으나 조선 중엽 수해로 광덕산 서쪽 낙맥이 무너져 내릴 때 매몰된 후 농경지로 되었다가 신도시 개발로 인하여 자연취락이 모두 폐동되고, 대부분 지역이 택지로 조성되었다.
- 1979년 8월 10일 - 경기도 반월지구 출장소 수암지소 개소
- 1986년 1월 1일 - 안산시에 편입되면서, 와리가 와동으로 변경. 행정동 수암동사무소에서 관할
- 1991년 11월 18일 - 행정동 수암동이 월피동, 와동으로 분동되면서 행정동 와동사무소에서 관할[2]
- 2007년 7월 10일 - 안산시 단원구 와동사무소 신청사 개소
- 2007년 9월 1일 - 안산시 단원구 와동주민센터로 명칭변경

## 교통
철도는 지나가지 않는다. 하지만 영동고속도로 안산 나들목이 자동차로 5분 거리에 있다.
시내버스는 경원여객에서 운행하는 9번, 98번, 101번, 110번(좌석, 수원역행), 320번(좌석, 여의도환승센터 행)이 있는데, 그 중 101번이 배차간격이 가장 짧아서 주민들은 이 시내버스를 자주 이용한다.

## 문화재
경기도문화재자료 제8호인 사세충렬문(四世忠烈門)이 와동 151번지에 있다. 이 문은 조선 중기에 지어진 것이다.

## 주요 시설
- 도로교통공단 안산운전면허시험장
- 안산 신한은행 에스버드의 홈구장인 와동체육관이 와동 813번지에 있다.

## 교육 기관
- 고등학교 : 안산강서고등학교, 한국디지털미디어고등학교
- 중학교 : 와동중학교, 선부중학교
- 초등학교 : 와동초등학교, 화랑초등학교, 덕인초등학교